# بوب وليامز (مجدف)
بوب وليامز هو مجدف كندي، ولد في 23 أغسطس 1931 في هاميلتون في كندا، وتوفي بنفس المكان في 10 سبتمبر 2017.

## وصلات خارجية
- بوب وليامز على موقع الاتحاد الدولي للتجديف (الإنجليزية)
- بوب وليامز على موقع أوليمبيديا (الإنجليزية)
- بوب وليامز على موقع اللجنة الأولمبية الكندية (الإنجليزية)